# Megalozaury (podrodzina)
Megalozaury (Megalosaurinae) to grupa dinozaurów z rodziny megalozaurów.

## Wielkość
- Długość od 9 (megalozaur) do 12 (torwozaur) metrów długości,
- Wysokość od 3 metrów,
- Waga od 1 (dubrillozaur) do około 3 (torwozaur) ton.

## Pożywienie
Megalozaury żywiły się mięsem dinozaurów roślinożerców i innych zwierząt. Mogły na nie polować, ale także zapewne nie gardziły znalezioną padliną.

## Występowanie
Megalozaury żyły w jurze na terenach dzisiejszej:
- Europy - megalozaur, duriawenator, dubrillozaur,
- Ameryki Północnej - torwozaur, edmarka.
- Afryki - afrowenator

## Rodzaje
- Megalozaur
- Afrowenator
- Torwozaur
- Dubrillozaur
- Duriawenator
- Edmarka